# Сарни (Яворівський район)
Са́рни — село в Україні, в Яворівському районі Львівської області. Населення становить 372 особи. Орган місцевого самоврядування — Яворівська міська рада.

## Церква Святого Пророка Іллі
Найдавніші відомості про церкву походять з 1510 року. У 1641 році вона отримала привілей. У 1893 році стару церкву відновили. Через тринадцять років, в 1906 р., майстер Матвій (згідно напису на маківці бані) замість давнішої збудував існуючу сьогодні дерев`яну церкву, яка була зачинена у 1961 - 1989 рр.
Розташована в центрі села, біля роздоріжжя, на рівній ділянці. Видовжена в плані, хрещата, одноверха будівля. До квадратової нави зі сходу прилягає вівтар гранчастої форми з прибудованими з обидвох сторін ризницями, з півночі і півдня - вкорочені бічні рамена, а з заходу - прямокутний бабинець. Вузький дах, який виконує роль піддашшя, оточує церкву над вікнами стін підопасання.
У низьких стінах надопасання влаштовані маленькі вікна. По останньому ремонті стіни церкви оббили пластиком (до того були шальовані вертикально дошками і лиштвами). Середхрестя нави на світловому четверику завершує дуже низький восьмерик поставлений на пірамідальний дах, вкритий шоломовою банею, яку вінчає ліхтар з маківкою.
На північний захід від церкви знаходиться деревяна триярусна квадратова в плані стовпова дзвіниця, вкрита пірамідальним дахом, яка походить, ймовірно, з ХІХ ст. Привертає увагу великий кам`яний пам`ятник позаду вівтаря, подібний до родинної гробниці. Церква знаходиться у користуванні громади УГКЦ. Адміністратор: о. Проців Микола (від 25.09.2018) [попередні парохи: - до 1997.03.10 адмін. о. Ковальчук Борис. 1997.03.10- о. Воловецький Юрій, 1996.12.18 - завідатель о. Ковальчук Борис, - до 2010.11.29 адмін. о. Дубан Андрій, 2010.11.29- адмін. о. Кісіль Роман, - адмін. о. д-р Грушевський Богдан].

## Галерея

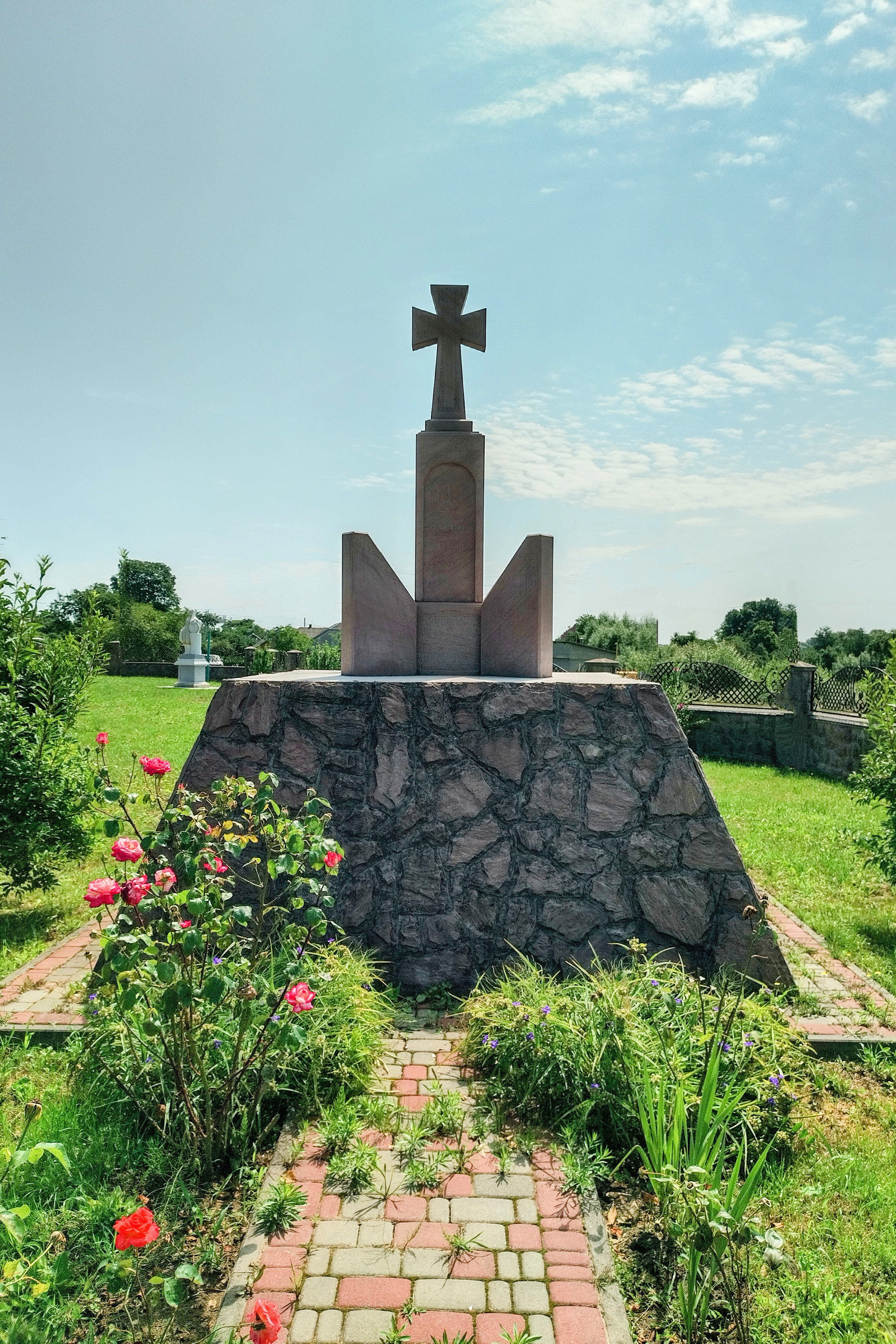
Меморіал Січовим стрільцям

## Географія
Через південно-східній околиці села тече струмок Ленґ.